# Xenosella coxospinosa
Xenosella coxospinosa là một loài chân đều trong họ Xenosellidae. Loài này được Just miêu tả khoa học năm 2005.